# Tom Poes en de tegendeler
Tom Poes en de tegendeler is een ballonstripverhaal uit de Tom Poes-reeks. Het verscheen voor het eerst als album in 1974 bij uitgeverij Oberon, maar stond al in 1967 in het weekblad Donald Duck. 
Het geldt als een van de meest verwarrende en hilarische verhalen uit de serie, met schizofrenie als thema.

## Samenvatting
Rommeldam en omgeving wordt geteisterd door een meesterdief. Heer Bommel heeft echter van zijn kasteel Bommelstein een vesting/"gevangenis" laten maken, en is dus niet bang. Toch blijkt er een indringer te zijn, die echter juist spullen brengt. Commissaris Bulle Bas verdenkt uiteraard Heer Bommel van de diefstallen. Het lijkt er echter op dat het om twee broers gaat, waarbij de één probeert terug te brengen wat de ander gestolen heeft. 
Tom Poes weet uiteindelijk de waarheid te achterhalen: de dief is iemand met een gespleten persoonlijkheid, die gelooft dat hij zijn eigen broer is. Heer Bommel wordt aangezien als geestesziek, maar uiteindelijk gaat niet hij maar commissaris Bulle Bas en de dief naar het hospitaal. Ze worden behandeld door dokter Zielknijper. Daarna lijken ze genezen te zijn, maar het einde is toch nog onverwachts.

## Achtergrond
Het psychologische thema in dit verhaal is niet fictief : de schrijver van dit specifieke verhaal, Andries Brandt, was namelijk schizofreen, én een oorlogsmisdadiger. In zijn verhalen is vluchten, verbergen, en je anders voordoen dan ook een terugkerend thema. 